# Piscine olympique

Représentation schématique d'une piscine olympique.

Une piscine olympique est un type de piscine dont les dimensions conviennent aux compétitions de natation organisées dans des grands bassins (50 mètres de longueur).

## Définition
Une piscine olympique est un type de piscine dont les dimensions conviennent aux compétitions organisées dans des grands bassins (50 mètres de longueur), en particulier l'épreuve de natation des Jeux olympiques, mais aussi les Championnats du monde de natation, ainsi que les matchs de water-polo, par opposition aux petits bassins de 25 mètres.

## Caractéristiques
Telle que définie par les spécifications de World Aquatics (ex-Fédération internationale de natation, FINA),, ses caractéristiques sont les suivantes :
- longueur : 50 mètres
- largeur : 25 mètres
- nombre de couloirs : 8 + 2
- largeur des couloirs : 2,5 mètres
- profondeur : 2 mètres minimum, 3 mètres recommandés
- volume  : 2 500 m3 minimum, 3 750 m3 pour 3 mètres
- Seules les piscines d'eau douce sont homologuées. Pour exemple, le bassin olympique de Dinard de 50 m alimenté en eau de mer n'a pas pu accueillir les championnats de France pour cette raison[4].

## Piscines olympiques en France
La première piscine olympique de France a été construite à Paris pour les Jeux olympiques d'été de 1924.